# Tonomfång
Tonomfång, register eller ambitus talar man om i samband med musikinstruments kapacitet i att frambringa toner. Ett instrument ska i alla fall ha en oktavs tonomfång för att kunna återge alla toner. Om inte detta är möjligt kan man kombinera instrumentet med ytterligare instrument av samma typ men med ett annat tonomfång för att på så sätt kunna åstadkomma flera olika toner. Det gör man till exempel med timpanin. Majoriteten av alla instrument har mer än en oktavs tonomfång. Exempel på instrument med stort tonomfång är orgel och piano.